# Superliga 1992/93 (Spanien)
Die Saison 1992/93 war die 19. Spielzeit der Superliga, der höchsten spanischen Eishockeyspielklasse. Meister wurde zum sechsten Mal in der Vereinsgeschichte der CH Txuri Urdin.  

## Hauptrunde

### Modus
In der Hauptrunde absolvierte jede der fünf Mannschaften insgesamt 16 Spiele. Der Erstplatzierte der Hauptrunde wurde Meister. Für einen Sieg erhielt jede Mannschaft zwei Punkte, bei einem Unentschieden gab es einen Punkt und bei einer Niederlage null Punkte.

### Tabelle
|    | Klub           | Sp | S  | U | N  | Tore   | Punkte |
| -- | -------------- | -- | -- | - | -- | ------ | ------ |
| 1. | CH Txuri Urdin | 16 | 13 | 3 | 0  | 116:48 | 29     |
| 2. | CH Jaca        | 16 | 9  | 2 | 5  | 113:69 | 20     |
| 3. | CG Puigcerdà   | 16 | 8  | 1 | 7  | 85:89  | 17     |
| 4. | FC Barcelona   | 16 | 6  | 2 | 8  | 67:88  | 14     |
| 5. | CH Gasteiz     | 16 | 0  | 0 | 16 | 43:150 | 0      |

Sp = Spiele, S = Siege, U = unentschieden, N = Niederlagen, OTS = Overtime-Siege, OTN = Overtime-Niederlage, SOS = Penalty-Siege, SON = Penalty-Niederlage